# Corey Flynn
Pour les articles homonymes, voir Flynn.

a Compétitions nationales et continentales officielles uniquement.

b Matchs officiels uniquement.
Dernière mise à jour le 4 octobre 2018.
Corey Robert Flynn, né le 5 janvier 1981 à Invercargill, est un joueur de rugby à XV néo-zélandais qui a joué avec les All Blacks au poste de talonneur. Après sa carrière en Nouvelle-Zélande au sein des équipes des Crusaders et de Canterbury, Flynn découvre le championnat français en intégrant le Stade toulousain de 2014 à 2016, puis le Pro12 en jouant pour les Glasgow Warriors de 2016 à 2017.

## Carrière

### En club et province

#### En Nouvelle-Zélande
Corey Flynn, débute en National Provincial Championship avec Southland en 2001, avec qui il joue deux saisons. Il rejoint également la franchise de Super 12 des Canterbury Crusaders en 2002, et fait ses débuts lors d'un match contre les Blues. Il quitte ensuite Southland pour Canterbury en 2003. Avec les Crusaders, il joue sept matchs de Super 12 en 2004 et dix en 2005. Il est détenteur du record de sélection chez les Crusaders.

#### Au Stade Toulousain (2014-2016)

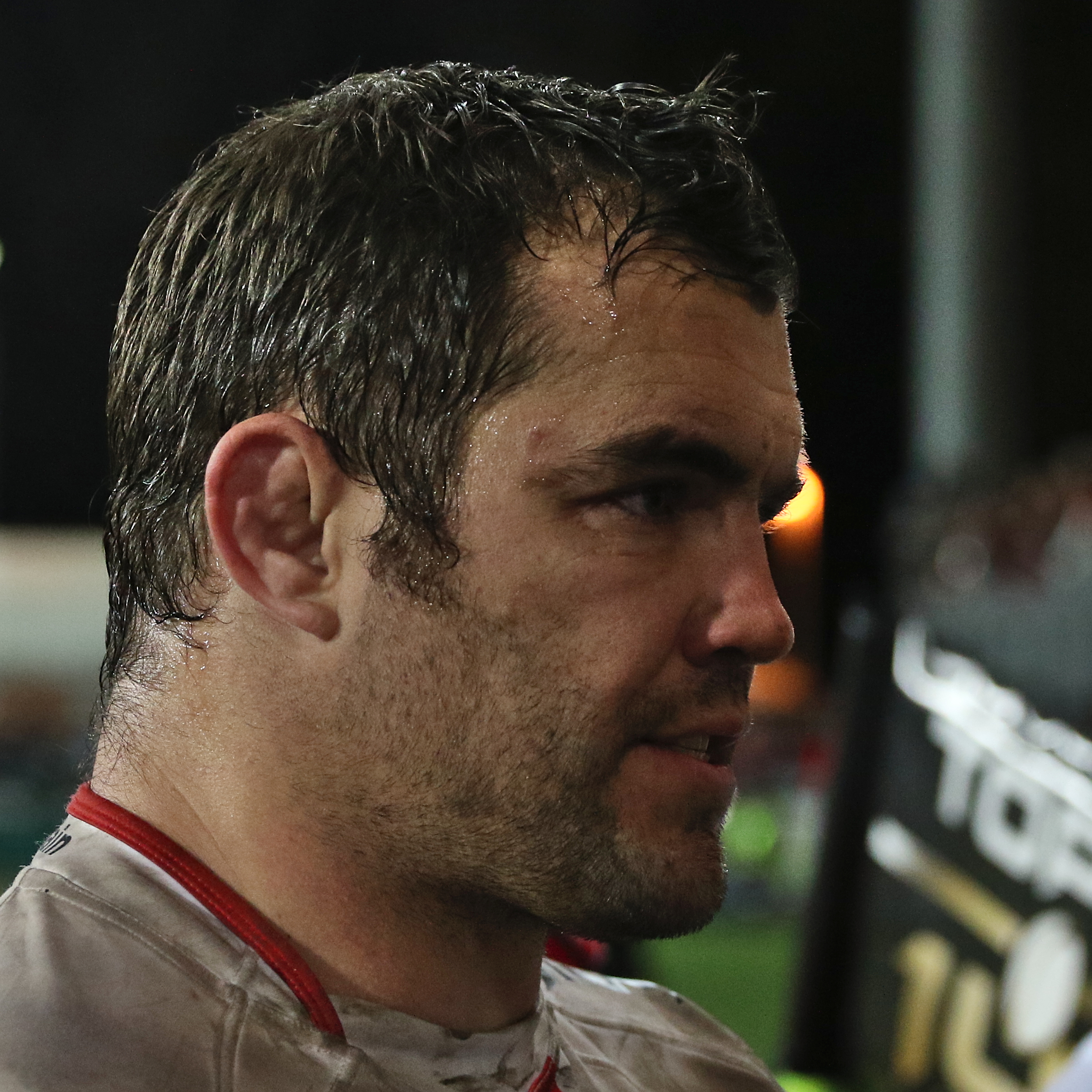
Corey Flynn après un match joué avec le Stade Toulousain.

À partir de juin 2014 il évolue au sein du Stade toulousain, où il s'intègre rapidement. En effet, Corey Flynn s'est en effet montré très efficace en touche et étant l'un des joueurs les plus importants de la conquête toulousaine lors de la saison 2014-2015. En effet, Corey Flynn est titulaire 30 fois sur 32 avec son club. Secondé par Julien Marchand au talon, l'expérimenté All Black se révèle être un formidable mentor pour son jeune coéquipier. 
Son statut de titulaire indiscutable ne change pas malgré l'arrivée de Ugo Mola à la tête du Stade toulousain pour la saison 2015-2016. En effet, le 29 août 2015, pour le compte de la 2e journée de Top 14, le Stade toulousain gagne à Agen sur le score de 20-9 grâce notamment à deux essais de Corey Flynn. Il récidive avec un essai la semaine suivante face au Castres olympique (37-20) et prend provisoirement la tête du classement des marqueurs d'essai soit plus d'essais inscrits en trois matchs de championnat que sur toute la saison dernière. Mais la suite de la saison est plus délicate pour le talonneur néo-zélandais, qui joue moins et subit la concurrence des jeunes espoirs du club, Christopher Tolofua et Julien Marchand. Ainsi il joue moins et doit attendre la blessure de ce dernier au cours du mois de mars pour retrouver une place de titulaire. En effet, son coach William Servat parle d'un contre-coup physique à la suite de la longue saison qu'il a disputée l'année dernière.
Mais les bonnes performances de Christopher Tolofua et de Julien Marchand, ainsi que son âge (35 ans à l'issue de la saison 2015-2016), pousse le Stade toulousain et son président René Bouscatel à ne pas prolonger le Néo-zélandais, ne lui offrant qu'une année supplémentaire alors que le joueur en souhaitait deux. Le 29 février 2015, il annonce alors qu'il s'engage pour la saison suivante avec le club écossais des Glasgow Warriors, pour un contrat de deux saisons.

### En équipe nationale
Il dispute son premier test match le 17 octobre 2003 contre l'équipe du Canada avant de disputer deux matchs de la coupe du monde 2003. Le 23 août 2011, il est retenu par Graham Henry dans la liste des trente joueurs qui disputent la coupe du monde 2011. Corey Flynn participe également à deux éditions du Tri-nations en 2010 et 2011. 

### Avec les Barbarians
En mai 2017, il est sélectionné dans le groupe des Barbarians par Vern Cotter pour affronter l'Angleterre, le 28 mai à Twickenham puis l'Ulster à Belfast le 1er juin. Il retrouve plusieurs anciens coéquipiers toulousains au sein du groupe : Thierry Dusautoir, Patricio Albacete, Census Johnston, Gillian Galan, Iosefa Tekori et Yann David. Il n'est pas utilisé lors du premier match mais est titularisé pour le second. Il marque un essai et les Baa-Baas parviennent à s'imposer 43 à 28 à Belfast.

## Palmarès

### En équipe nationale
- Champion du monde 2011 avec la Nouvelle-Zélande
- Vainqueur du Tri-nations en 2010
- Vainqueur de la IRB Pacific 5 Nations en 2006 avec les Juniors All Blacks (capitaine)

### En club
- National Provincial Championship (5) : 2001, 2004, 2008, 2009 et 2010 (avec Canterbury RFC)
- Super Rugby (4) : 2002, 2005, 2006 et 2008 (avec les Crusaders)

## Statistiques

### En équipe nationale
Au 24 septembre 2024, Corey Flynn compte quinze capes avec les All Blacks. Il participe à deux éditions de Coupe du monde en 2003 et 2011 et deux éditions du Tri-nations en 2010 et 2011. 
| Année | Compétition    | Matchs | Points | Essais |
| ----- | -------------- | ------ | ------ | ------ |
| 2003  | Coupe du monde | 2      | 5      | 1      |
| 2004  | Test match     | 1      | -      | -      |
| 2008  | Test match     | 2      | -      | -      |
| 2009  | Test match     | 2      | 5      | 1      |
| 2010  | Tri-nations    | 5      | 5      | 1      |
| 2011  | Coupe du monde | 1      | 0      | 0      |
| 2011  | Tri-nations    | 2      | 0      | 0      |
| Total | Total          | 15     | 15     | 3      |